# Campeonato Mundial de Atletismo em Pista Coberta de 2018 - Revezamento 4x400 m feminino
A prova dos 4 x 400 metros estafetas feminino do Campeonato Mundial de Atletismo em Pista Coberta de 2018 ocorreu entre os dias 3 e 4 de março na Arena Birmingham, em Birmingham, no Reino Unido. 

## Recordes
Antes desta competição, os recordes mundiais e do campeonato nesta prova eram os seguintes:
|                       | Nacionalidade | Tempo     | Local     | Data                  |
| --------------------- | ------------- | --------- | --------- | --------------------- |
| Recorde mundial       | Rússia        | 3m 23s 37 | Glasgow   | 28 de janeiro de 2006 |
| Recorde do campeonato | Rússia        | 3m 23s 88 | Budapeste | 7 de março de 2004    |

Os seguintes recordes foram estabelecidos durante esta competição:
| Data       | Evento | Atleta                                                        | Nacionalidade  | Tempo     | Notas |
| ---------- | ------ | ------------------------------------------------------------- | -------------- | --------- | ----- |
| 4 de março | Final  | Quanera Hayes Georganne Moline Shakima Wimbley Courtney Okolo | Estados Unidos | 3m 23s 85 | ,     |

## Medalhistas
| Ouro | Prata | Bronze                                                                                     |
| Estados Unidos · Quanera Hayes · Georganne Moline · Shakima Wimbley · Courtney Okolo · Joanna Atkins* · Raevyn Rogers* | Polónia · Justyna Święty-Ersetic · Patrycja Wyciszkiewicz · Aleksandra Gaworska · Małgorzata Hołub-Kowalik · Joanna Linkiewicz* · Natalia Kaczmarek* | Reino Unido · Meghan Beesley · Hannah Williams · Amy Allcock · Zoey Clark · Anyika Onuora* |

* Competiram apenas nas eliminatórias

## Cronograma
Todos os horários são locais (UTC+0).
| Data       | Hora  | Evento  |
| ---------- | ----- | ------- |
| 3 de março | 13:20 | Bateria |
| 4 de março | 16:30 | Final   |

## Resultados

### Bateria
Qualificação: 2 atletas de cada bateria  (Q) mais os 2 melhores qualificados (q).  
| Posição | Bateria | Raia | Atleta         | Nacionalidade                                                                       | Tempo   | Notas                |
| ------- | ------- | ---- | -------------- | ----------------------------------------------------------------------------------- | ------- | -------------------- |
| 1       | 1       | 5    | Estados Unidos | Quanera Hayes, Joanna Atkins, Georganne Moline, Raevyn Rogers                       | 3:30.54 | Q                    |
| 2       | 2       | 3    | Jamaica        | Janieve Russell, Dominique Blake, Tiffany James, Anastasia Le-Roy                   | 3:32.01 | Q,                   |
| 3       | 2       | 5    | Ucrânia        | Tetyana Melnyk, Kateryna Klymiuk, Anna Yaroshchuk-Ryzhykova, Anastasiya Bryzhina    | 3:32.06 | Q,                   |
| 4       | 2       | 4    | Polónia        | Małgorzata Hołub-Kowalik, Joanna Linkiewicz, Natalia Kaczmarek, Aleksandra Gaworska | 3:32.07 | q,                   |
| 5       | 1       | 4    | Grã-Bretanha   | Amy Allcock, Anyika Onuora, Hannah Williams, Meghan Beesley                         | 3:32.57 | Q,                   |
| 6       | 1       | 6    | Itália         | Raphaela Boaheng Lukudo, Ayomide Folorunso, Chiara Bazzoni, Maria Enrica Spacca     | 3:32.62 | q,                   |
| 7       | 2       | 2    | Chéquia        | Martina Hofmanová, Marcela Pírková, Tereza Petržilková, Lada Vondrová               | 3:34.90 | Recorde da temporada |
| 8       | 2       | 6    | Portugal       | Filipa Martins, Cátia Azevedo, Rivinilda Mentai, Dorothé Évora                      | 3:35.43 | Recorde nacional     |
| 9       | 1       | 3    | Cazaquistão    | Svetlana Golendova, Elina Mikhina, Lyubov Ushakova, Adelina Akhmetova               | 3:40.54 | Recorde da temporada |
| 10      | 1       | 2    | Nigéria        |                                                                                     | DNS     |                      |

### Final
A final ocorreu dia 4 de março às 16:30 
| Posição           | Raia | Atleta         | Nacionalidade                                                                                 | Tempo   | Notas                |
| ----------------- | ---- | -------------- | --------------------------------------------------------------------------------------------- | ------- | -------------------- |
| Medalha de ouro   | 5    | Estados Unidos | Quanera Hayes, Georganne Moline, Shakima Wimbley, Courtney Okolo                              | 3:23.85 | ,                    |
| Medalha de prata  | 1    | Polónia        | Justyna Święty-Ersetic, Patrycja Wyciszkiewicz, Aleksandra Gaworska, Małgorzata Hołub-Kowalik | 3:26.09 | Recorde nacional     |
| Medalha de bronze | 3    | Grã-Bretanha   | Meghan Beesley, Hannah Williams, Amy Allcock, Zoey Clark                                      | 3:29.38 | Recorde da temporada |
| 4                 | 4    | Ucrânia        | Tetyana Melnyk, Kateryna Klymiuk, Anna Yaroshchuk-Ryzhykova, Anastasiya Bryzhina              | 3:31.32 | Recorde da temporada |
| 5                 | 2    | Itália         | Raphaela Boaheng Lukudo, Ayomide Folorunso, Chiara Bazzoni, Maria Enrica Spacca               | 3:31.55 | Recorde nacional     |
| 6                 | 6    | Jamaica        | Tovea Jenkins, Janieve Russell, Anastasia Le-Roy, Stephenie Ann McPherson                     | DSQ     | 218.4                |

Legenda
| Recorde mundial       | Recorde mundial (World record)               |                       | Recorde africano                      | Recorde africano (African) |                                           | Q | Classificado por posição (Qualified) |
| Recorde do campeonato | Recorde do campeonato (Championship record)  | Recorde da América    | Recorde da América (Americas)         | q                          | Classificado por melhor tempo (Qualified) |   |                                      |
| Melhor marca do ano   | Melhor marca do ano (World leading)          | Recorde asiático      | Recorde asiático (Asian)              | DNS                        | Não largou (Did not start)                |   |                                      |
| Recorde nacional      | Recorde nacional (National record)           | Recorde europeu       | Recorde europeu (European)            | DNF                        | Não terminou (Did not finish)             |   |                                      |
| Recorde pessoal       | Recorde pessoal do atleta (Personal best)    | Recorde da Oceania    | Recorde da Oceania (Oceania)          | DSQ / DQ                   | Desclassificado (Disqualified)            |   |                                      |
| Recorde da temporada  | Recorde da temporada do atleta (Season best) | Recorde sul-americano | Recorde sul-americano (South America) | NM                         | Sem marca (No mark)                       |   |                                      |